# Chris Chelios
Christos Kostas Tselios (* 25. leden 1962, Chicago, Illinois, USA), je bývalý americký hokejový obránce řeckého původu. 24. listopadu 2006 odehrál svůj 1 496. zápas v NHL, což je americký rekord. Během své kariéry hrál v NHL za kluby Montreal Canadiens, Chicago Blackhawks, Detroit Red Wings a Atlantu Thrashers. U příležitosti 100. výročí NHL byl v lednu 2017 vybrán jako jeden ze sta nejlepších hráčů historie ligy.

## Ocenění a úspěchy
- 1981 SJHL – Nejlepší obránce
- 1983 WCHA – Druhý All-Star Tým
- 1985 NHL – All-Rookie Tým
- 1989 NHL – James Norris Memorial Trophy
- 1989 NHL – První All-Star Tým
- 1991 KP – All-Star Tým
- 1991 NHL – Druhý All-Star Tým
- 1992 NHL – Nejproduktivnější obránce v playoff
- 1993 NHL – James Norris Memorial Trophy
- 1993 NHL – První All-Star Tým
- 1995 NHL – První All-Star Tým
- 1996 NHL – První All-Star Tým
- 1996 NHL – James Norris Memorial Trophy
- 1996 SP – All-Star Tým
- 1997 NHL – Druhý All-Star Tým
- 2002 NHL – NHL Plus/Minus Award
- 2002 NHL – První All-Star Tým
- 2002 OH – All-Star Tým
- 2002 OH – Nejlepší obránce
- 2002 OH – Nejlepší hráč v pobytu na ledě (+/-)
- 2007 NHL – Mark Messier Leadership Award
- 2011 Americká hokejová síň slávy
- 2013 Hokejová síň slávy

## Klubové statistiky
| Sezona          | Klub                  | Soutěž          | Základní část | Základní část | Základní část | Základní část | Základní část | Play off | Play off | Play off | Play off | Play off |
| Sezona          | Klub                  | Soutěž          | Z             | G             | A             | B             | TM            | Z        | G        | A        | B        | TM       |
| --------------- | --------------------- | --------------- | ------------- | ------------- | ------------- | ------------- | ------------- | -------- | -------- | -------- | -------- | -------- |
| 1981/82         | Wisconsin Badgers     | WCHA            | 43            | 6             | 43            | 49            | 50            | -        | -        | -        | -        | -        |
| 1982/83         | Wisconsin Badgers     | WCHA            | 45            | 16            | 32            | 48            | 62            | -        | -        | -        | -        | -        |
| 1983/84         | Montreal Canadiens    | NHL             | 10            | 0             | 2             | 2             | 12            | 15       | 1        | 9        | 10       | 17       |
| 1984/85         | Montreal Canadiens    | NHL             | 74            | 9             | 55            | 64            | 87            | 9        | 2        | 8        | 10       | 17       |
| 1985/86         | Montreal Canadiens    | NHL             | 41            | 8             | 26            | 34            | 67            | 20       | 2        | 9        | 11       | 49       |
| 1986/87         | Montreal Canadiens    | NHL             | 71            | 11            | 33            | 44            | 124           | 17       | 4        | 9        | 13       | 38       |
| 1987/88         | Montreal Canadiens    | NHL             | 71            | 20            | 41            | 61            | 172           | 11       | 3        | 1        | 4        | 29       |
| 1988/89         | Montreal Canadiens    | NHL             | 80            | 15            | 58            | 73            | 185           | 21       | 4        | 15       | 19       | 28       |
| 1989/90         | Montreal Canadiens    | NHL             | 53            | 9             | 22            | 31            | 136           | 5        | 0        | 1        | 1        | 8        |
| 1990/91         | Chicago Blackhawks    | NHL             | 77            | 12            | 52            | 64            | 192           | 6        | 1        | 7        | 8        | 46       |
| 1991/92         | Chicago Blackhawks    | NHL             | 80            | 9             | 47            | 56            | 245           | 18       | 6        | 15       | 21       | 37       |
| 1992/93         | Chicago Blackhawks    | NHL             | 84            | 15            | 58            | 73            | 282           | 4        | 0        | 2        | 2        | 14       |
| 1993/94         | Chicago Blackhawks    | NHL             | 76            | 16            | 44            | 60            | 212           | 6        | 1        | 1        | 2        | 8        |
| 1994/95         | Chicago Blackhawks    | NHL             | 48            | 5             | 33            | 38            | 72            | 16       | 4        | 7        | 11       | 12       |
| 1994/95         | EHC Biel              | Nationalliga A  | 3             | 0             | 3             | 3             | 4             | -        | -        | -        | -        | -        |
| 1995/96         | Chicago Blackhawks    | NHL             | 81            | 14            | 58            | 72            | 140           | 9        | 0        | 3        | 3        | 8        |
| 1996/97         | Chicago Blackhawks    | NHL             | 72            | 10            | 38            | 48            | 112           | 6        | 0        | 1        | 1        | 8        |
| 1997/98         | Chicago Blackhawks    | NHL             | 81            | 3             | 39            | 42            | 151           | -        | -        | -        | -        | -        |
| 1998/99         | Chicago Blackhawks    | NHL             | 65            | 8             | 26            | 34            | 89            | -        | -        | -        | -        | -        |
| 1998/99         | Detroit Red Wings     | NHL             | 10            | 1             | 1             | 2             | 4             | 10       | 0        | 4        | 4        | 14       |
| 1999/00         | Detroit Red Wings     | NHL             | 81            | 3             | 31            | 34            | 103           | 9        | 0        | 1        | 1        | 8        |
| 2000/01         | Detroit Red Wings     | NHL             | 24            | 0             | 3             | 3             | 45            | 5        | 1        | 0        | 1        | 2        |
| 2001/02         | Detroit Red Wings     | NHL             | 79            | 6             | 33            | 39            | 126           | 23       | 1        | 13       | 14       | 44       |
| 2002/03         | Detroit Red Wings     | NHL             | 66            | 2             | 17            | 19            | 78            | 4        | 0        | 0        | 0        | 2        |
| 2003/04         | Detroit Red Wings     | NHL             | 69            | 2             | 19            | 21            | 61            | 8        | 0        | 1        | 1        | 4        |
| 2004/05         | Motor City Mechanics  | UHL             | 23            | 5             | 19            | 24            | 25            | -        | -        | -        | -        | -        |
| 2005/06         | Detroit Red Wings     | NHL             | 81            | 4             | 7             | 11            | 108           | 6        | 0        | 0        | 0        | 6        |
| 2006/07         | Detroit Red Wings     | NHL             | 71            | 0             | 11            | 11            | 34            | 18       | 1        | 6        | 7        | 12       |
| 2007/08         | Detroit Red Wings     | NHL             | 69            | 3             | 9             | 12            | 36            | 14       | 0        | 0        | 0        | 10       |
| 2008/09         | Detroit Red Wings     | NHL             | 29            | 0             | 0             | 0             | 18            | 6        | 0        | 0        | 0        | 2        |
| 2008/09         | Grand Rapids Griffins | AHL             | 2             | 0             | 1             | 1             | 2             | -        | -        | -        | -        | -        |
| 2009/10         | Atlanta Thrashers     | NHL             | 7             | 0             | 0             | 0             | 0             | -        | -        | -        | -        | -        |
| 2009/10         | Chicago Wolves        | AHL             | 46            | 5             | 17            | 22            | 24            | 14       | 0        | 0        | 0        | 12       |
| NHL celkově     | NHL celkově           | NHL celkově     | 1652          | 185           | 763           | 948           | 2891          | 268      | 31       | 113      | 144      | 423      |
| AHL celkově     | AHL celkově           | AHL celkově     | 48            | 5             | 18            | 23            | 26            | 14       | 0        | 0        | 0        | 12       |
| WCHA celkově    | WCHA celkově          | WCHA celkově    | 88            | 22            | 75            | 97            | 361           | -        | -        | -        | -        | -        |
| Swiss-A celkově | Swiss-A celkově       | Swiss-A celkově | 3             | 0             | 3             | 3             | 4             | -        | -        | -        | -        | -        |
| UHL celkově     | UHL celkově           | UHL celkově     | 23            | 5             | 19            | 24            | 25            | -        | -        | -        | -        | -        |

## Reprezentace
| Rok                    | Tým                    | Soutěž                 | Z                      | G  | A | B  | TM |    |
| ---------------------- | ---------------------- | ---------------------- | ---------------------- | -- | - | -- | -- | -- |
| 1982                   | USA 20                 | MSJ                    | 7                      | 1  | 2 | 3  | 10 |    |
| 1984                   | USA                    | OH                     | 6                      | 0  | 3 | 3  | 8  |    |
| 1984                   | USA                    | KP                     | 6                      | 0  | 2 | 2  | 4  |    |
| 1987                   | USA                    | KP                     | 5                      | 0  | 2 | 2  | 3  |    |
| 1991                   | USA                    | KP                     | 8                      | 1  | 3 | 4  | 2  |    |
| 1996                   | USA                    | SP                     | 7                      | 0  | 4 | 4  | 10 |    |
| 1998                   | USA                    | OH                     | 4                      | 2  | 0 | 2  | 2  |    |
| 2002                   | USA                    | OH                     | 6                      | 1  | 0 | 1  | 4  |    |
| 2004                   | USA                    | SP                     | 5                      | 0  | 1 | 1  | 6  |    |
| 2006                   | USA                    | OH                     | 6                      | 0  | 1 | 1  | 2  |    |
| Juniorská reprezentace | Juniorská reprezentace | Juniorská reprezentace | Juniorská reprezentace | 7  | 1 | 2  | 3  | 10 |
| Seniorská reprezentace | Seniorská reprezentace | Seniorská reprezentace | Seniorská reprezentace | 53 | 4 | 16 | 20 | 40 |